# Guignol's band
Guignol's band è un romanzo dello scrittore e medico francese Louis-Ferdinand Céline, pubblicato in Francia nel 1944. L'autore ha cominciato a lavorarci a partire dal 1940, anche se ha covato il progetto per lunghi anni e parla di un racconto da ambientare a Londra già in una lettera del giugno 1930. È anche un libro che ha scritto più a lungo di altri, lavorando su diversi piani e facendolo dattiloscrivere due volte dalla segretaria, Marie Canavaggia, e ulteriormente modificandolo in bozze. Il titolo iniziale doveva essere Honny soir. Il libro doveva avere un seguito almeno in altre due parti, una sola delle quali è stata pubblicata postuma come Il ponte di Londra nel 1964. La fuga dello scrittore verso la Germania e la confisca dei beni, l'arresto in Danimarca, il processo e la riabilitazione porteranno uno scombussolamento ai suoi progetti di letteratura, che vedranno però una ripresa del romanzo per la Gallimard nel 1951 e le varie edizioni tascabili postume.

## Trama
Il romanzo descrive le peregrinazioni del protagonista, un giovane chiamato Ferdinand, in una caotica Londra del 1915-1916, in piena prima guerra mondiale, dominata da piccoli e grandi traffici di borsa nera, prostituzione, bombardamenti, feriti di guerra e, nonostante la guerra, desiderio di vita, ubriacature nei pub, musica jazz, navigazioni lungo il Tamigi. Altri personaggi di rilievo sono Delphine, Sosthène, il capo magnaccia Cascade, Raoul Farcy, l'usuraio Titus Van Claben, e la stessa città di Londra, soprattutto il WE e l'EE.

## Edizioni
- Guignol's band. Roman, Paris, Les Éditions Denoël, 1944 (prima edizione francese).
- a cura di Henri Godard, in Romans, vol. III, Paris, Gallimard, 1988 («Bibliothèque de la Pléiade», n. 349), ISBN 2-07-011155-5 (ed. di riferimento).
- Guignol's band I et II, Paris, Folio Gallimard, 2007, ISBN 978-2-07-038148-7 (ed. tascabile).
- Guignol's band, Traduzione di Gianni Celati, Torino, Einaudi, 1982 (prima traduzione italiana).
- Guignol's band I-II preceduti da Casse-pipe, Edizione italiana a cura di Gianni Celati, annotata da Henri Godard, Torino, Einaudi-Gallimard, 1996 («Biblioteca della Pléiade»), ISBN 88-446-0029-3.